# 青柳まちこ
青柳 まちこ（あおやぎ まちこ、本名・青柳真智子、1930年 - ）は、日本の文化人類学者、立教大学名誉教授。

## 来歴・人物
神奈川県横浜市生まれ。東京女子大学文学部社会科学科卒業。東京都立大学 (1949-2011)大学院博士課程修了（1964年中退、1984年「モデクゲイ - パラオ新宗教の研究」で文学博士）。ハワイ大学、オークランド大学留学。清泉女子大学助教授、立教大学助教授、文学部教授、1997年定年、名誉教授、茨城キリスト教大学教授を務めた。専攻はオセアニア地域。夫は、同じく文化人類学者の青柳清孝。
立教大学に青柳から寄贈された奨学基金を基にした「青柳真智子奨学金」が設置されているが、人文地理学および文化人類学の分野において、主として海外調査を行う学生を対象として、研究者の育成・支援を目的とした奨学金となっている。

## 著書
- 『秘境トンガ王国』青柳真智子 二見書房(秘境シリーズ) 1964 「女の楽園トンガ」三修社
- 『「遊び」の文化人類学』青柳まちこ 1977.4 (講談社現代新書)
- 『モデクゲイ ミクロネシア・パラオの新宗教』青柳真智子 新泉社 1985.2
- 『子育ての人類学』青柳まちこ 河出書房新社 1987.6
- 『トンガの文化と社会』青柳まちこ 三一書房 1991.11
- 『国勢調査から考える人種・民族・国籍 オバマはなぜ「黒人」大統領と呼ばれるのか』明石書店, 2010.1

### 編著
- 『中学・高校教育と文化人類学』青柳真智子 大明堂 1996.2
- 『「エスニック」とは何か エスニシティ基本論文選』青柳まちこ 新泉社 1996.3
- 『もっと知りたいニュージーランド』青柳まちこ 弘文堂 1997.7
- 『文化交流学への招待』青柳まちこ 新典社 1999.4
- 『開発の文化人類学』青柳まちこ 古今書院 2000.10
- 『文化交流学を拓く』青柳まちこ 世界思想社 2003.4
- 『国勢調査の文化人類学 人種・民族分類の比較研究』青柳真智子 古今書院 2004.2
- 『老いの人類学』青柳まちこ 世界思想社 2004.3
- 『ニュージーランドを知るための63章』青柳まちこ 明石書店(エリア・スタディーズ)2008

### 翻訳
- 『人間科学入門』祖父江孝男・青柳清孝共訳 学習研究社(ガッケン・ブックス) 1965
- アルフレッド・ラドクリフ＝ブラウン『未開社会における構造と機能』新泉社 1975
- A.シュレーゲル『男性優位と女性の自立』弘文堂(人類学ゼミナール)　1978